# Tentativa de golpe de Estado monarquista Leonardopoulos-Gargalidis
A tentativa de golpe de Leonardopoulos–Gargalidis (em grego: Κίνημα Λεοναρδόπουλου-Γαργαλίδη) foi um golpe militar fracassado lançado em 22 de outubro de 1923 no Reino da Grécia por oficiais militares pró-monarquistas sob o comando dos tenentes-generais Georgios Leonardopoulos e Panagiotis Gargalidis. Seu fracasso desacreditou a monarquia e contribuiu decisivamente para o estabelecimento da Segunda República Helênica em março de 1924.

## Antecedentes
Após a derrota grega na Campanha da Ásia Menor contra a Turquia, o exército grego, liderado pelos coronéis venizelistas Nikolaos Plastiras e Stylianos Gonatas, derrubou o governo monarquista em setembro de 1922 e forçou o rei Constantino I a um novo exílio. Seu filho mais velho, George II o sucedeu, mas a posição da monarquia permaneceu precária. O "Governo Revolucionário" liderado por militares julgado e condenado seis principais monarquistas à morte como bodes expiatórios para a derrota militar do país, e gradualmente levou o país na direção de uma república. Em 18 de outubro de 1923, o Governo Revolucionário proclamou eleições a serem realizadas em 16 de dezembro para uma Assembleia Nacional que decidiria sobre a futura forma de governo do país. O Governo Revolucionário, no entanto, chefiado por Gonatas, havia aprovado uma lei eleitoral que favorecia fortemente o Partido Liberal Venizelista e os outros partidos antimonarquistas.
A perspectiva das eleições e uma quase certa mudança de regime levaram à criação de uma coalizão heterogênea nas fileiras do exército, que visava derrubar o governo. Sua principal força motriz foi a chamada "Organização de Majors" (Οργάνωση Ταγματαρχών) de oficiais monarquistas de médio escalão, que estava em estreito contato com o ex-vice-chefe monarquista do Estado-Maior do Exército e futuro ditador, general Ioannis Metaxas, mas vários venizelistas descontentes, principalmente Leonardopoulos e Gargalidis, também aderiram. Os conspiradores conseguiram conquistar a maior parte das unidades militares no norte da Grécia e no Peloponeso, mas não conseguiram fazer incursões nas guarnições de Atenas, Tessalônica ou nas outras grandes cidades, bem como na marinha majoritariamente venizelista.

## A tentativa de golpe
Metaxas havia avisado que o golpe deveria ocorrer em Atenas, centro nevrálgico do país, mas, na verdade, foi lançado nas províncias na madrugada de 22 de outubro. Em seus estágios iniciais, foi rapidamente bem-sucedido: pela manhã, em todo o continente grego, apenas as cidades de Atenas, Tessalônica, Larissa e Ioannina permaneciam sob controle do governo. O governo foi inicialmente pego de surpresa, mas logo se recuperou. O general Theodoros Pangalos, chefe do Exército, lançou contramedidas enérgicas, enquanto os golpistas prevaricavam.
Em Tessalônica, oficiais venizelistas liderados pelo general Georgios Kondylis impediram o golpe de tomar a cidade e, posteriormente, confrontaram as forças rebeldes sob o comando do coronel Ziras. As forças do governo prevaleceram e restabeleceram o controle sobre o norte da Grécia em 25 de outubro, enquanto o próprio Ziras fugiu para a Iugoslávia. No Peloponeso, Leonardopoulos e Gargalidis com suas tropas cruzaram o istmo de Corinto e marcharam em direção a Atenas, mas foram cercados por tropas do governo e forçados a se render incondicionalmente em 27 de outubro.

## Consequências
O golpe fracassado foi um ponto de virada na história grega, pois a causa monarquista foi amplamente derrotada, pelo menos por enquanto. No rescaldo do golpe, a facção monarquista perdeu influência e foi efetivamente decapitada. Mais de 1200 oficiais monarquistas foram demitidos das Forças Armadas. Leonardopoulos e Gargalidis foram levados à corte marcial e condenados à morte, embora tenham sido perdoados. Ioannis Metaxas, que estava em Corinto na época do golpe, conseguiu fugir do país e se exilou na Itália. Os partidos monarquistas se abstiveram das eleições de dezembro, abrindo caminho para o triunfo eleitoral dos partidos venizelistas. O rei George II deixou o país em 19 de dezembro e, em 25 de março de 1924, foi proclamada uma república presidencial. Sua curta existência seria perturbada por golpes e contragolpes em meio ao conflito constante entre venizelistas e monarquistas, até a restauração da monarquia em mais um golpe em outubro de 1935.